# Juana de Evreux

Escudo personal de la reina Juana de Évreux

Juana de Évreux (Évreux, 1310 - Brie-Comte-Robert, 4 de marzo de 1371) fue reina consorte de Francia y de Navarra como la tercera esposa del rey Carlos IV de Francia. Fue la quinta hija de Margarita de Artois y de Luis de Évreux, nieta por tanto de Felipe III de Francia y de María de Brabante; también fue hermana de Felipe de Évreux, quien será rey de Navarra como Felipe III,y tía del joven Carlos II de Navarra para quien ejercería como mediadora en numerosas ocasiones durante su reinado. Fue el primer miembro de la Casa de Evreux en sentarse en el trono de Navarra. Aunque la historiografía no le ha asignado numeral, con tal nombre fue la tercera reina de Navarra —tras Juana I de Navarra y Juana II de Borgoña—  y la primera, de una serie consecutiva de tres reinas, portando este nombre; tras ella reinaron en Navarra sucesivamente Juana II, reina privativa, y Juana de Valois, reina consorte.

## Matrimonio
A pesar de que era la prima hermana del rey, se permitió el matrimonio por la complacencia del Papa francés Juan XXII, quien dio la dispensa necesaria para el matrimonio. Así, el 5 de julio de 1325 se convirtió en la tercera esposa de Carlos IV de Francia.
El 11 de mayo de 1326 fue coronada reina de Francia en la Sainte Chapelle. 

## Descendencia
La pareja tuvo una primera hija, Juana (1326-1327), seguida de otra, María (1327-1341), al año siguiente. Cuando murió el rey se encontraba de nuevo encinta, prolongando la incertidumbre de una posible sucesión masculina, hasta que nació una tercera niña, Blanca (1328-1394), quien se casaría con Felipe de Orleans, hijo de Felipe VI. De esta manera se extinguió la dinastía Capeta por línea directa, dando paso al reinado de los Valois en virtud de la ley sálica.
En los conflictos en que se vieron envueltos su sobrino, Carlos II de Navarra, y el rey Juan II de Francia actuó de intermediaria, firmando junto a su sobrina y la reina de Navarra el tratado de Mantes.
Fue señora de Brie-Comte-Robert, donde murió en su castillo en 1371. El historiador Edmond Meyer escribiría en 1898 acerca de su muerte:

Le 4 mars 1371, à l’âge de soixante ans environ, mourut la reine Jeanne d’Évreux, veuve de Charles IV, « icelle bonne créature envers Dieu et envers les hommes ». Ce fut une grande perte pour le roi de Navarre à qui celte princesse portait une vive affection et dont elle avait sau vegardé les intérêts en bien des circonstances.
El 4 de marzo de 1371, a la edad aproximada de sesenta años, murió la reina Juana de Évreux, viuda de Carlos IV, "tan buena criatura para con Dios y para con los hombres". Fue una gran pérdida para el Rey de Navarra a quien esta princesa tenía un gran cariño y cuyos intereses había protegido en muchas circunstancias.
Edmond Meyer, Charles II roi de Navarre, comte d`Evreux et la Normandie au XIVe siécle (1898), p. 190

Poco días después de su fallecimiento, el 25 de marzo, su sobrino, Carlos II de Navarra, «compareció ante el rey de Francia en Vernon» y, tras varias entrevistas privadas, «prestaba por primera vez homenaje a Carlos V por todas las tierras que poseía en el reino de Francia.»